# Ischnothyreus vestigator
Ischnothyreus vestigator är en spindelart som beskrevs av Simon 1893. Ischnothyreus vestigator ingår i släktet Ischnothyreus och familjen dansspindlar.
Artens utbredningsområde är Sri Lanka. Inga underarter finns listade i Catalogue of Life.